# Jan Nepomucen Jezierski
Jan Nepomucen Paweł Franciszek Jezierski (ur. 1786, zm. 14 marca 1858 w Garbowie) – polski żołnierz, poseł na Sejm Królestwa Polskiego, członek Rady Stanu Królestwa Kongresowego w 1834 roku, koniuszy Dworu Jego Cesarsko-Królewskiej Mości w 1849 roku, poseł na sejm 1830 roku, hrabia w Królestwie Kongresowym w 1820 roku.

## Życiorys
Jan Jezierski urodził się w 1786 roku jako syn Karola i Zuzanny. W 1809 roku wstąpił do wojska polskiego, brał udział w bitwie pod Sandomierzem, w której dosłużył się stopnia porucznika. Po zakończeniu wojen napoleońskich opuścił wojsko. W latach 1815–1830 był kilkukrotnie marszałkiem sejmików powiatów lubaczowskiego i garwolińskiego. W 1828 roku został wybrany posłem w powiecie garwolińskim.
W Sejmie należał do konserwatywnej grupy działaczy sejmowych, która po wybuchu powstania listopadowego dążyła do porozumienia z królem Polski Mikołajem I. 10 grudnia 1830 został wydelegowany, razem z księciem Franciszkiem Ksawerym Druckim Lubeckim, do Sankt Petersburga na rozmowy z królem, które miały doprowadzić do polubownego zakończenia konfliktu. W czasie rozmów Jezierski, jako przeciwnik walki zbrojnej, dezawuował polskie powstanie i zapewniał o niewielkim poparciu dla walki. W czasie drogi powrotnej do Warszawy podkreślał publicznie siłę wojsk rosyjskich, które skierowano przeciw Polsce, przez co nieomal naraził się na powieszenie przez polskie wojska. Jego opinie szybko dotarły do Warszawy, gdzie spotkały się z oburzeniem społeczeństwa i prasy, a Rada Najwyższa Narodowa udzieliła Jezierskiemu nagany.
25 stycznia 1831 Jezierski był obecny na sesji Sejmu, gdzie składał relację z wyjazdu do Petersburga. W czasie mowy z sali były pod jego kierunkiem adresowane liczne pogróżki, przekleństwa i groźby. Według relacji posła Walentego Zwierkowskiego, ze strony galerii dla publiczności padło też pod adresem Jezierskiego hasło wyrzucenia go za okno. Jedynie złożenie przez posła Romana Sołtyka pod obrady Sejmu wniosku o detronizację Mikołaja uratowało Jezierskiego przed gniewem tłumu. Pod naciskiem otoczenia Jezierski akt detronizacyjny podpisał. Po tych zdarzeniach Jezierski wycofał się z życia Sejmu, ale już w kwietniu powrócił do jego prac. Podważał wówczas ważność głosowań z okresu swojej nieobecności, argumentując to domniemanym brakiem kworum, oraz detronizację Mikołaja, której formę uznał za niezgodną z prawem. Wywiązała się wówczas ostra dyskusja pomiędzy nim a posłem Janem Ledóchowskim. Według relacji ówczesnej prasy tylko interwencja powszechnie szanowanego marszałka Władysława Tomasza Ostrowskiego pozwoliła uniknąć wyrzucenia posła za okno. W połowie maja Jezierski zrezygnował z udziału w pracach Sejmu.
W 1849 roku został marszałkiem szlachty guberni lubelskiej. Z racji postawy w czasie powstania posiadł wpływy u namiestnika Iwana Paskiewicza, dzięki czemu mógł pomagać w uzyskiwaniu zwolnień lub obniżenia wyroków w sprawach politycznych.
Był właścicielem dóbr Ryki oraz wsi Sarny, które nabył od Skarbu Publicznego Królestwa Polskiego 24 czerwca 1836. W swoich dobrach w Rykach zajął się rozwojem hodowli ryb, dzięki czemu jeszcze w roku 1929 nazywano Ryki „stolicą karpi”. Jezierski zlecił także przebudowę dawnego pałacu Poniatowskiego. 
Żonaty z Karoliną Jelską (córką Franciszka Jelskiego), miał trzy córki i dwóch synów.
Zmarł w 1858 roku.